# Azərbaycan Superkuboku
La Azərbaycan Superkuboku (in italiano Supercoppa d'Azerbaigian) è stata una competizione calcistica azera.
Fu disputata dal 1992 al 1994 e dal 2013 al 2015 tra i vincitori del campionato e quelli della coppa nazionale.

## Storia
La competizione prese il via nel 1992, con la vittoria del Neftçi Baku. L'anno seguente non venne disputata alcuna partita: infatti il trofeo venne consegnato direttamente al Qarabağ Ağdam, vincitore del double.
Nell'ultima edizione (1994) s'impose nuovamente il Neftçi Baku. Dopo tale data l'Azərbaycan Superkuboku non venne più disputata.
La lega ha dichiarato di voler reistituire la competizione a partire dalla stagione 2013-2014. Già nel 2005 avrebbe dovuto disputarsi la gara tra Neftçi Baku e FK Baku, poi rinviata per problemi di calendario e, quindi, definitivamente cancellata. Nel 2010, invece, la partita tra FK Baku e İnter Baku fu disputata come amichevole, terminata 0-0.
Nel 2013 la Federazione calcistica dell'Azerbaigian ha deciso di ripristinare la competizione. Tuttavia nel 2015 viene nuovamente soppressa.

## Albo d'oro
| Anno | Vincitore      | Risultato               | Finalista   |
| ---- | -------------- | ----------------------- | ----------- |
| 1993 | Neftçi Baku    | 4 – 1                   | İnşaatçı    |
| 1994 | Qarabağ        | Qarabağ                 | Qarabağ     |
| 1995 | Neftçi Baku    | 1 – 1 (dts) 8 - 7 (dtr) | Turan Tovuz |
| 2013 | Xəzər-Lənkəran | 2 – 1                   | Neftçi Baku |

## Titoli per squadra
| Squadra        | Città    | Titoli | Edizioni   |
| -------------- | -------- | ------ | ---------- |
| Neftçi Baku    | Baku     | 2      | 1993, 1995 |
| Qarabağ        | Ağdam    | 1      | 1994       |
| Xəzər-Lənkəran | Lənkəran | 1      | 2013       |